# Commanderij Virnsberg
Virnsberg was een tot de Frankische Kreits behorende commanderij van de balije Franken van de Duitse Orde.
De burcht Virnsberg in Flachslanden is bekend sinds de tijd van de Hohenstaufen. In 1235 moesten de heren van Virnsberg de helft van hun bezit na deelname aan de opstand tegen keizer Frederik II afstaan aan het graafschap Hohenlohe. Nog in hetzelfde jaar werd deze helft door de burggraaf van Neurenberg gekocht. In 1259 kwam ook de andere helft aan de burggraven. Drie zonen van Burggraaf Koenraad III van Neurenberg traden toe tot de Duitse Orde. Koenraad schonk daarop in 1294 de burcht met alle toebehoren aan de orde. Sindsdien was de burcht de zetel van een commanderij.
Na de Reformatie vormde de commanderij een katholieke enclave tussen het protetstantse Ansbach en Bayreuth. Virnsberg vormde een afgeronde heerlijkheid, waarvan de grenzen in 1731 en 1754 werden erkend door de markgraafschappen Ansbach en Bayreuth. 
Hoewel de commanderij niet in de Rijnbondakte werd vermeld, werd ze in 1806 toch door Beieren ingelijfd.